# Lafrimbolle
Lafrimbolle là một xã trong vùng Grand Est, thuộc tỉnh Moselle, quận Sarrebourg, tổng Lorquin. Tọa độ địa lý của xã là 48° 35' vĩ độ bắc, 07° 01' kinh độ đông. Lafrimbolle nằm trên độ cao trung bình là 350 mét trên mực nước biển, có điểm thấp nhất là 285 mét và điểm cao nhất là 440 mét. Xã có dân số vào thời điểm 1999 là 198 người; mật độ dân số là 18 người/km². Xã nằm khoảng 16 km về phía nam của Sarrebourg.

## Thông tin nhân khẩu
| 1962 | 1968 | 1975 | 1982 | 1990 | 1999 |
| ---- | ---- | ---- | ---- | ---- | ---- |
| 138  | 176  | 159  | 147  | 184  | 198  |